# Football Club de Metz 2016-2017 (femminile)
Questa voce raccoglie le informazioni riguardanti il Football Club de Metz nelle competizioni ufficiali della stagione 2016-2017.

## Divise e sponsor
La grafica era la stessa utilizzata dalla squadra maschile del Metz. Main sponsor era il gruppo di concessionarie di automonili CAR Avenue, mentre quello tecnico, forniture delle tenute da gioco era Nike.
| Casa | Trasferta | 3ª tenuta |

## Organigramma societario
Area tecnica
- Allenatore: David Fanzel
- Vice allenatori:
- Preparatore dei portieri:
- Preparatore atletico:
- Medico sociale:

## Rosa
Rosa, ruoli e numeri di maglia tratti dal sito Footofeminin.fr.
| N. |                        | Ruolo | Calciatrice        |
| -- | ---------------------- | ----- | ------------------ |
| 1  | Francia (bandiera)     | P     | Justine Lerond     |
| 2  | Francia (bandiera)     | D     | Pauline Dechilly   |
| 3  | Francia (bandiera)     | D     | Jennifer Brocheray |
| 4  | Francia (bandiera)     | D     | Marie Papaix       |
| 5  | Francia (bandiera)     | A     | Melissa Godart     |
| 6  | Francia (bandiera)     | C     | Marine Morel       |
| 7  | Francia (bandiera)     | C     | Adeline Janela     |
| 8  | Francia (bandiera)     | D     | Heloise Mansuy     |
| 9  | Francia (bandiera)     | A     | Meryll Wenger      |
| 10 | Francia (bandiera)     | C     | Christy Gavory     |
| 11 | Stati Uniti (bandiera) | D     | Carleigh Williams  |
| 12 | Turchia (bandiera)     | A     | Melike Pekel       |
| 12 | Canada (bandiera)      | A     | Danielle Rotheram  |
| 13 | Francia (bandiera)     | D     | Marie Podgorny     |
| 14 | Turchia (bandiera)     | C     | Selen Altunkulak   |

| N. |                     | Ruolo | Calciatrice       |
| -- | ------------------- | ----- | ----------------- |
| 15 | Giamaica (bandiera) | D     | Lauren Silver     |
| 15 | Senegal (bandiera)  | C     | Mareme Diop Yally |
| 16 | Francia (bandiera)  | P     | Pauline Hurbain   |
| 17 | Francia (bandiera)  | C     | Elodie Martins    |
| 18 | Senegal (bandiera)  | A     | Binta Diakhaté    |
| 19 | Francia (bandiera)  | C     | Juliane Gathrat   |
| 23 | Francia (bandiera)  | A     | Julie Wojdyla     |
| 24 | Francia (bandiera)  | A     | Fanny Nell        |
| 25 | Francia (bandiera)  | C     | Ophélie Cordier   |
| 26 | Francia (bandiera)  | D     | Célia Rigaud      |
| 27 | Brasile (bandiera)  | D     | Simone Jatobá     |
| 28 | Francia (bandiera)  | A     | Léa Khelifi       |
| 29 | Francia (bandiera)  | C     | Manon Evrard      |
| 30 | Estonia (bandiera)  | P     | Getter Laar       |

## Calciomercato

### Sessione estiva
| Acquisti | Acquisti         | Acquisti       | Acquisti   |
| R.       | Nome             | da             | Modalità   |
| -------- | ---------------- | -------------- | ---------- |
| D        | Pauline Dechilly | Vendenheim     | definitivo |
| D        | Melissa Godart   | Soyaux         | definitivo |
| D        | Lauren Silver    | FC Kansas City | definitivo |
| C        | Christy Gavory   | Arras          | definitivo |

| Cessioni | Cessioni      | Cessioni  | Cessioni   |
| R.       | Nome          | a         | Modalità   |
| -------- | ------------- | --------- | ---------- |
| P        | Andréa Burtin | Metz ESAP | definitivo |

### Sessione invernale
| Acquisti | Acquisti     | Acquisti      | Acquisti   |
| R.       | Nome         | da            | Modalità   |
| -------- | ------------ | ------------- | ---------- |
| A        | Melike Pekel | Bayern Monaco | definitivo |

| Cessioni | Cessioni             | Cessioni  | Cessioni   |
| R.       | Nome                 | a         | Modalità   |
| -------- | -------------------- | --------- | ---------- |
| C        | Laurence L'Huillierl | Metz ESAP | definitivo |

### Operazioni esterne alle sessioni
| Acquisti | Acquisti | Acquisti | Acquisti |
| R.       | Nome     | da       | Modalità |
| -------- | -------- | -------- | -------- |
|          |          |          |          |

| Cessioni | Cessioni      | Cessioni     | Cessioni   |
| R.       | Nome          | a            | Modalità   |
| -------- | ------------- | ------------ | ---------- |
| D        | Lauren Silver | Glasgow City | definitivo |

## Risultati

### Division 1

#### Girone di andata
| Arbitro: | Guillemin |

|  |           |                                                        |
|  | Marcatori | 5’ Tonazzi 8’, 13’ Thomas 86’ Torrecilla 89’ Jakobsson |

| Arbitro: | Loidon |

|                                                             |           |  |
| Diani 12’ Thiney 14’ (rig.), 45’ Coleman 16’, 53’ Butel 80’ | Marcatori |  |

| Arbitro: | Buffart |

|  |           |                                                      |
|  | Marcatori | 2’ Cance 48’ (rig.) Barbance 61’ De Sousa 63’ Bornes |

| Arbitro: | Dallongeville |

|                             |           |  |
| Boquete 28’ Katoto 53’, 61’ | Marcatori |  |

| Arbitro: | Maubacq |

|  |           |             |
|  | Marcatori | 89’ Solanet |

| Arbitro: | Loidon |

|  |           |                                |
|  | Marcatori | 15’, 45’ Garbino 29’ Chaumette |

| Arbitro: | Coppola |

|  |           |              |
|  | Marcatori | 87’ Montegut |

| Arbitro: | Dallongeville |

|                                    |           |  |
| Abily 36’ Hegerberg 54’ Renard 87’ | Marcatori |  |

| Arbitro: | Loidon |

|             |           |              |
| Babinga 12’ | Marcatori | 90+2’ Jatobá |

| Arbitro: | Maubacq |

|                                            |           |  |
| Brétigny 20’ Godart 78’ (aut.) Pizzala 82’ | Marcatori |  |

| Arbitro: | Bagrowski |

|             |           |           |
| Khelifi 71’ | Marcatori | 65’ Amani |

#### Girone di ritorno
| Arbitro: | Cruchon |

|             |           |                  |
| Pingeon 12’ | Marcatori | 65’, 90+1’ Pekel |

| Arbitro: | Coppola |

|              |           |  |
| Khoury 90+2’ | Marcatori |  |

| Arbitro: | Guillemin |

|                |           |            |
| Altunkulak 34’ | Marcatori | 8’ Babinga |

| Arbitro: | Dallongeville |

|          |           |                                   |
| Pekel 3’ | Marcatori | 59’ Coton-Pélagie 66’, 81’ Asseyi |

| Arbitro: | Beyer |

|          |           |                                   |
| Pekel 9’ | Marcatori | 67’ Catala 70’ Diani 79’ Declercq |

| Arbitro: | Buffart |

|             |           |                           |
| Laurent 79’ | Marcatori | 66’ Williams 90+1’ Wenger |

| Arbitro: | Bonnin |

|                     |           |                      |
| Lemaître 75’ (rig.) | Marcatori | 63’ Jatobá 72’ Pekel |

| Arbitro: | Bagrowski |

|  |           |                        |
|  | Marcatori | 21’ Périsset 45’ Delie |

| Arbitro: | Buffart |

|                                                      |           |  |
| Gauvin 12’, 67’ Dekker 43’, 90’ Léger 81’ Thomas 84’ | Marcatori |  |

| Arbitro: | Bonnin |

|                                                                          |           |                           |
| Bueno 11’ Le Garrec 20’ Robert 22’ Ollivier 66’ Drozo 70’ Oparanozie 74’ | Marcatori | 60’ Wojdyla 90+1’ Cordier |

| Arbitro: | Beyer |

|  |           |                                          |
|  | Marcatori | 39’ Hegerberg 52’ Mbock Bathy 57’ Renard |

### Coppa di Francia
| 1º febbraio 2017, ore 15:00 CET 2º turno federale                                                                  | Evry      | 0 – 10 referto                                                                   | Metz |  |
| \| \| \| \| \| \| Marcatori \| 13’, 58’ Janela 17’, 26’, 33’, 52’ Martins 36’ Papaixs 45’, 87’ Gavory 70’ Morel \| |           |                                                                                  |      |  |
| |           |                                                                                  |      |  |
| | Marcatori | 13’, 58’ Janela 17’, 26’, 33’, 52’ Martins 36’ Papaixs 45’, 87’ Gavory 70’ Morel |      |  |

| Arbitro: | Bartnik |

|  |           |             |
|  | Marcatori | 71’ Khelifi |

| 19 febbraio 2017, ore 13:00 CET Ottavi di finale                          | Metz      | 1 – 3 referto                | Rodez |  |
| \| \| \| \| \| Khelifi 9’ \| Marcatori \| 2’, 62’ Lemaître 5’ Farrugia \| |           |                              |       |  |
|                                                                           |           |                              |       |  |
| Khelifi 9’                                                                | Marcatori | 2’, 62’ Lemaître 5’ Farrugia |       |  |

## Statistiche

### Statistiche di squadra
| Competizione     | Punti | In casa | In casa | In casa | In casa | In casa | In casa | In trasferta | In trasferta | In trasferta | In trasferta | In trasferta | In trasferta | Totale | Totale | Totale | Totale | Totale | Totale | DR  |
| Competizione     | Punti | G       | V       | N       | P       | Gf      | Gs      | G            | V            | N            | P            | Gf           | Gs           | G      | V      | N      | P      | Gf     | Gs     | DR  |
| ---------------- | ----- | ------- | ------- | ------- | ------- | ------- | ------- | ------------ | ------------ | ------------ | ------------ | ------------ | ------------ | ------ | ------ | ------ | ------ | ------ | ------ | --- |
| Division 1       | 22    | 11      | 0       | 2       | 9       | 4       | 27      | 11           | 3            | 1            | 7            | 9            | 32           | 22     | 3      | 3      | 16     | 13     | 59     | -46 |
| Coppa di Francia | -     | 1       | 0       | 0       | 1       | 1       | 3       | 2            | 2            | 0            | 0            | 11           | 0            | 3      | 2      | 0      | 1      | 12     | 3      | +9  |
| Totale           | -     | 12      | 0       | 2       | 10      | 5       | 30      | 13           | 5            | 1            | 7            | 20           | 32           | 25     | 5      | 3      | 17     | 25     | 62     | -37 |

### Andamento in campionato
| Giornata  | 1  | 2  | 3  | 4  | 5  | 6  | 7  | 8  | 9  | 10 | 11 | 12 | 13 | 14 | 15 | 16 | 17 | 18 | 19 | 20 | 21 | 22 |
| --------- | -- | -- | -- | -- | -- | -- | -- | -- | -- | -- | -- | -- | -- | -- | -- | -- | -- | -- | -- | -- | -- | -- |
| Luogo     | C  | T  | C  | T  | C  | C  | C  | T  | T  | T  | C  | T  | T  | C  | C  | C  | T  | T  | C  | T  | T  | C  |
| Risultato | P  | P  | P  | P  | P  | P  | P  | P  | N  | P  | N  | V  | P  | N  | P  | P  | V  | V  | P  | P  | P  | P  |
| Posizione | 10 | 12 | 12 | 12 | 12 | 12 | 12 | 12 | 12 | 12 | 12 | 12 | 12 | 12 | 12 | 12 | 12 | 11 | 11 | 12 | 12 | 12 |

Legenda:

Luogo: C = Casa; T = Trasferta. Risultato: V = Vittoria; N = Pareggio; P = Sconfitta.

### Statistiche delle giocatrici
| Giocatore     | Division 1 | Division 1 | Division 1  | Division 1 | Coppa di Francia | Coppa di Francia | Coppa di Francia | Coppa di Francia | Totale   | Totale | Totale      | Totale     |
| Giocatore     | Presenze   | Reti       | Ammonizioni | Espulsioni | Presenze         | Reti             | Ammonizioni      | Espulsioni       | Presenze | Reti   | Ammonizioni | Espulsioni |
| ------------- | ---------- | ---------- | ----------- | ---------- | ---------------- | ---------------- | ---------------- | ---------------- | -------- | ------ | ----------- | ---------- |
| S. Altunkulak | 20         | 1          | 1           | 0          | 0                | 0                | 0                | 0                | 20       | 1      | 1           | 0          |
| A. Audia      | 1          | -1         | 0           | 0          | -                | -                | -                | -                | 1        | -1     | 0           | 0          |
| J. Brocheray  | 1          | 0          | 0           | 0          | -                | -                | -                | -                | 1        | 0      | 0           | 0          |
| O. Cordier    | 3          | 1          | 0           | 0          | -                | -                | -                | -                | 3        | 1      | 0           | 0          |
| P. Dechilly   | 14         | 0          | 2           | 0          | -                | -                | -                | -                | 14       | 0      | 2           | 0          |
| B. Diakhaté   | 4          | 0          | 0           | 0          | -                | -                | -                | -                | 4        | 0      | 0           | 0          |
| M. Evrard     | 1          | 0          | 0           | 0          | 1                | 0                | 0                | 0                | 2        | 0      | 0           | 0          |
| J. Gathrat    | 11         | 0          | 1           | 0          | -                | -                | -                | -                | 11       | 0      | 1           | 0          |
| C. Gavory     | 17         | 0          | 2           | 0          | 2                | 0                | 0                | 0                | 19       | 0      | 2           | 0          |
| M. Godart     | 21         | 0          | 2           | 0          | 2                | 0                | 1                | 0                | 23       | 0      | 3           | 0          |
| P. Hurbain    | 3          | -9         | 0           | 0          | -                | -                | -                | -                | 3        | -9     | 0           | 0          |
| S. Jatobá     | 21         | 2          | 2           | 0          | 1                | 0                | 0                | 0                | 22       | 2      | 2           | 0          |
| A. Janela     | 20         | 0          | 3           | 0          | 0                | 0                | 0                | 0                | 20       | 0      | 3           | 0          |
| L. Khelifi    | 16         | 1          | 0           | 0          | 2                | 2                | 0                | 0                | 18       | 3      | 0           | 0          |
| G. Laar       | 10         | -22        | 0           | 0          | 0                | 0                | 0                | 0                | 10       | -22    | 0           | 0          |
| J. Lerond     | 8          | -27        | 1           | 0          | 2                | -3               | 0                | 0                | 10       | -30    | 1           | 0          |
| L. L'Huillier | -          | -          | -           | -          | -                | -                | -                | -                | -        | -      | -           | -          |
| H. Mansuy     | 14         | 0          | 0           | 0          | -                | -                | -                | -                | 14       | 0      | 0           | 0          |
| E. Martins    | 20         | 0          | 2           | 0          | 2                | 0                | 0                | 0                | 22       | 0      | 2           | 0          |
| M. Morel      | 19         | 0          | 1           | 0          | 1                | 0                | 0                | 0                | 20       | 0      | 1           | 0          |
| F. Nell       | 1          | 0          | 0           | 0          | 2                | 0                | 0                | 0                | 3        | 0      | 0           | 0          |
| M. Papaix     | 7          | 0          | 0           | 0          | -                | -                | -                | -                | 7        | 0      | 0           | 0          |
| M. Pekel      | 11         | 5          | 4           | 0          | 1                | 0                | 0                | 0                | 12       | 5      | 4           | 0          |
| M. Podgorny   | 1          | 0          | 0           | 0          | 2                | 0                | 1                | 0                | 3        | 0      | 1           | 0          |
| C. Rigaud     | 1          | 0          | 0           | 0          | 1                | 0                | 0                | 0                | 2        | 0      | 0           | 0          |
| D. Rotheram   | 7          | 0          | 0           | 0          | -                | -                | -                | -                | 7        | 0      | 0           | 0          |
| L. Silver     | 4          | 0          | 0           | 0          | -                | -                | -                | -                | 4        | 0      | 0           | 0          |
| M. Wenger     | 21         | 1          | 3           | 0          | 1                | 0                | 0                | 0                | 22       | 1      | 3           | 0          |
| C. Williams   | 16         | 1          | 0           | 0          | 2                | 0                | 0                | 0                | 18       | 1      | 0           | 0          |
| J. Wojdyla    | 10         | 1          | 0           | 0          | 1                | 0                | 0                | 0                | 11       | 1      | 0           | 0          |
| M.D. Yally    | 1          | 0          | 0           | 0          | -                | -                | -                | -                | 1        | 0      | 0           | 0          |